# Minh Thư (ca sĩ)
Minh Thư (tên đầy đủ: Nguyễn Thị Minh Thư, sinh ngày 29 tháng 12 năm 1983 tại Thành phố Hồ Chí Minh) là một ca sĩ và nhạc sĩ sáng tác theo khuynh hướng nhạc rock. Cô được nhiều người biết đến trong vai trò thí sinh Sao mai điểm hẹn 2006, vai trò nhà soạn nhạc cho bộ phim truyền hình ăn khách Bỗng dưng muốn khóc. Ngoài ra, mọi người còn nhắc đến mối quan hệ cậu-cháu giữa cô và ca sĩ Lam Trường.

## Tiểu sử

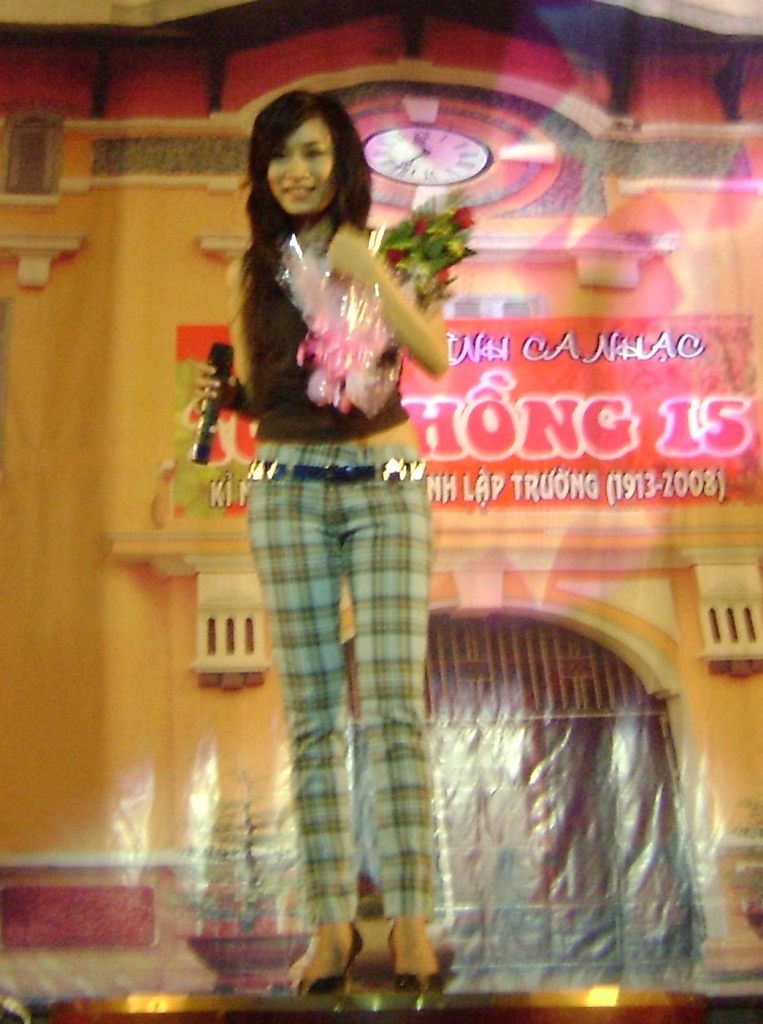
Minh Thư tại đêm Tuổi hồng 15

Minh Thư sinh ra và lớn lên tại Thành phố Hồ Chí Minh, trong một gia đình 5 thành viên: gồm ba, mẹ và 2 em gái. Minh Thư đã từng theo học trường THPT Minh Khai trong 3 năm 1998-2001, sau đó cô tiếp tục học tại trường Đại học Ngoại ngữ - Tin học.

### Khởi đầu chuyên nghiệp
Minh Thư lần đầu tiên xuất hiện trên sân khấu truyền hình cùng người cậu ruột, Lam Trường, trong đêm chung kết cuộc thi Hoa hậu báo Tiền Phong 2001. Tiếp đến năm 2003, cô đăng ký tham gia chương trình  Yo! cùng ước mơ xanh do Đài Truyền hình Việt Nam và Công ty Điền Quân Sản Xuất. Tham gia cùng với cô còn có những ca sĩ có tên tuổi hiện tại như: Tóc Tiên, Viết Thanh, Nam Cường; rồi họ tập hợp nhau lại thành nhóm hát Ước mơ xanh nhưng tan rã không lâu sau đó.
Năm 2004, Minh Thư tham gia cuộc thi Tiếng hát Truyền hình Thành phố Hồ Chí Minh 2004 và lọt vào vòng chung kết với vị trí xếp hạng thứ tư.
Với chất giọng đặc biệt, Minh Thư định hướng cho mình theo dòng nhạc pop không êm ả mà pha vào chút Rock, chút gào thét, ồn ào. Minh Thư cũng đã có cho mình nhiều sáng tác tạo được ấn tượng. Đặc biệt, cô là người biên tập nhạc chính cho bộ phim truyền hình "Bỗng Dưng Muốn Khóc" rất ăn khách trong thời gian vừa qua.
Với cuộc thi Sao Mai điểm hẹn 2006, Minh Thư đã thật sự tạo được ấn tượng tốt khi được hội đồng giám khảo đánh giá cao ngay từ vòng loại. Nhờ vào phần trình diễn hết mình trong các ca khúc sôi động, vẻ ngoài lôi cuốn. Sau khi tham gia những cuộc thi âm nhạc, cô được khán giả biết đến nhiều hơn và bên cạnh đó, cô cũng gây được chú ý khi là một trong những ca sĩ đầu tiên ở Việt Nam đi theo con đường singer- song writer (ca sĩ- nhạc sĩ). Cô còn viết nhạc cho các bộ phim như: Bỗng dưng muốn khóc, Những thiên thần áo trắng, Hotboy nổi loạn, Vợ tôi là số 1, Lệ phí tình yêu, Vừa đi vừa khóc.

## Âm nhạc

### Cuộc thi tài năng
- Yo! Cùng ước mơ xanh (2003)
- Tiếng hát truyền hình 2004
- Sao mai điểm hẹn 2006

### Album
- Vol 1: Em mong vậy thôi (2005)
- Vol 2: Yêu anh nhiều hơn (2007)
- Vol 3: Listen (ra mắt 01/08/2009)

### Những hit của Minh Thư
- Hãy quên đi buồn đau
- Người tình đã xa
- Tình em mãi trao về anh (với Lam Trường)
- Em không hề khóc
- Tình pha lê
- Cô đơn mình em
- Em mong vậy thôi
- Tuổi 20
- Yêu anh nhiều hơn
- Wondering
- Níu kéo
- Em nhớ anh
- Bàn tay trắng
- Chợt yêu
- Bỗng dưng muốn khóc
- Giây phút này (với Lam Trường)
- Thời gian đôi ta
- Tình yêu ban mai
- Lạnh giá (bản gốc "พรุ่งนี้อาจไม่มีฉัน" của Palmy)
- Ngày cuối đông
- Qua rồi
- Như khi bắt đầu
- Ấy
- Vấn vương
- Why
- Nắng

## Truyền thông

### Phim truyện
| Năm  | Tựa phim            | Phân vai | Ghi chú             |
| ---- | ------------------- | -------- | ------------------- |
| 2008 | Nụ hôn thần chết    |          | ca sĩ/nhà soạn nhạc |
| 2008 | Bỗng dưng muốn khóc |          | nhà soạn nhạc       |
| 2010 | Những nụ hôn rực rỡ | nhà báo  | vai phụ             |

### Truyền hình
| Năm           | Chương trình                                | Kênh phát sóng | Vai trò                                         | Ghi chú                                         |
| ------------- | ------------------------------------------- | -------------- | ----------------------------------------------- | ----------------------------------------------- |
| 2000          | Hoa hậu báo Tiền phong                      | VTV3           | Ca sĩ                                           | hát cùng Lam Trường                             |
| 2000-nay      | Nhịp cầu âm nhạc                            | HTV7           | Khách mời                                       |                                                 |
| 2000-nay      | Nhịp cầu âm nhạc: Âm nhạc của tôi           | HTV7           | Khách mời                                       |                                                 |
| CRõ           | Giai điệu tình yêu                          | HTV7           | Khách mời                                       |                                                 |
| CRõ           | Thay lời muốn nói                           | HTV7 & HTV9    |                                                 |                                                 |
| 2003          | Yo! cùng ước mơ                             | HTV9           | Thí sinh                                        |                                                 |
| 2004          | Tiếng hát truyền hình Thành phố Hồ Chí Minh | HTV7 & HTV9    | Thí sinh                                        | Đoạt giải tư                                    |
| 2006          | Sao mai điểm hẹn                            | VTV3           | Thí sinh                                        |                                                 |
| 2007-2009     | Hát với ngôi sao                            | HTV7           | Khách mời                                       |                                                 |
| 2007          | Trò chuyện cuối tuần                        | HTV7           | Khách mời                                       |                                                 |
| 2008          | Bài hát Việt                                | VTV3           | Ca sĩ                                           | thể hiện Em Mong Vậy Thôi                       |
| 2008-hiện nay | Trò chơi âm nhạc                            | VTV3           | Khách mời                                       |                                                 |
| 2009          | Rock Storm                                  |                | Khách mời                                       |                                                 |
| 2009          | Pattaya International Music Festival 2009   | Channel V      | Khách mời                                       | Đại diện duy nhất của Việt Nam                  |
| 2009          | Chat với sao                                | Yeah! TV       | Khách mời                                       |                                                 |
| 2009          | Sao Online                                  | VTC1           | Khách mời                                       |                                                 |
| 2009          | Thay lời muốn nói: Hát giữa đời             | HTV9           | Khách mời                                       |                                                 |
| 2009          | Hòa nhịp bạn trẻ                            | HTV7           | Ca sĩ chính (tháng 8)/Khách mời (tháng 11 & 01) | Ca sĩ chính (tháng 8)/Khách mời (tháng 11 & 01) |
| 2010          | Thay lời muốn nói: Hẹn yêu 2010             | HTV9           | Khách mời song ca cùng Lam Trường               | Khách mời song ca cùng Lam Trường               |
| 2015          | Ca sĩ giấu mặt                              | THVL1          | Khách mời                                       |                                                 |

### Quảng cáo
Minh Thư được mời tham gia quảng cáo cho thương hiệu YoMost. Năm 2006, cô góp mặt vào quảng cáo cho dòng xe Yamaha Classicco với bài hát chủ đề Nào ta hãy bay lên cao và quảng bá Vietnammobile trên báo vào năm 2009.